# Älska mej (sång)
Älska mej är en sång skriven av Benny Andersson och Marie Nilsson-Lind, inspelad av Ainbusk Singers,  utgiven som vinylsingel 1991 och som CD-singel 1993.
1993 togs den även med på gruppens livealbum Från när till fjärran.
Under perioden 19–26 maj 1991 låg låten på Svensktoppen i två veckor, med åttondeplats som högsta placering.

## Låtlista (vinylsingel)
A. Älska mej (Musik: Benny Andersson Text: Marie Nilsson-Lind)
B. En låt som denna (Musik: Josefin Nilsson Text: Marie Nilsson-Lind)

## Låtlista (CD-singel)
1. Älska mej (Musik: Benny Andersson Text: Marie Nilsson-Lind)
2. Lassie (Musik: Benny Andersson Text: Marie Nilsson-Lind)
3. Gunatt (Musik: Kristoffer Börs Text: Allan Nilsson)

## Andra inspelningar
- Dansbandet Wizex gjorde en inspelning av låten som utgavs på samlingsalbumet 60 dansfavoriter 1995[5] samt på bandets album Tjejer bara tjejer 1996.[6]
- 2005 spelade Lotta Engberg och Jarl Carlsson in låten på albumet Kvinna & man.[7]
- 2021 tolkade Melissa Horn låten som en del av underhållningsprogrammet Så mycket bättres tolfte säsong.[8]

### Fotnoter
1. ↑  ”Älska mej”. Svensk mediedatabas. 25 februari 1990. https://smdb.kb.se/catalog/id/001475102. Läst 27 mars 2019.
2. ↑  ”Älska mej”. Svensk mediedatabas. 25 februari 1993. https://smdb.kb.se/catalog/id/001503307. Läst 27 mars 2019.
3. ↑  ”Från när till fjärran”. Svensk mediedatabas. 25 februari 1993. https://smdb.kb.se/catalog/id/001504154. Läst 27 mars 2019.
4. ↑  ”Svensktoppen”. Sveriges Radio. 25 februari 1991. https://sverigesradio.se/Diverse/AppData/Isidor/files/2023/3487.txt. Läst 4 oktober 2008.
5. ↑  ”60 dansfavoriter”. Svensk mediedatabas. 25 februari 1995. https://smdb.kb.se/catalog/id/001508222. Läst 27 mars 2019.
6. ↑  ”Tjejer bara tjejer”. Svensk mediedatabas. 25 februari 1996. https://smdb.kb.se/catalog/id/001510320. Läst 27 mars 2019.
7. ↑  ”Kvinna & man”. Svensk mediedatabas. 25 februari 2005. https://smdb.kb.se/catalog/id/001434629. Läst 27 mars 2019.
8. ↑  ”Melissa Horn – Älska mig”. TV4 Play. 18 december 2021. https://www.tv4play.se/program/s%C3%A5-mycket-b%C3%A4ttre/melissa-horn-%C3%A4lska-mig/13735633. Läst 19 december 2021.